# Cabra del Santo Cristo
Cabra del Santo Cristo és un municipi de la província de Jaén (Espanya), situat en la comarca de Sierra Mágina.
El municipi consta de tres localitats.
- Cabra del Santo Cristo
- Estació de Cabra
- Estació de Huesa